# Amtsbezirk Gutenstein
Der Amtsbezirk Gutenstein war um die Mitte des 19. Jahrhunderts eine Verwaltungseinheit im Viertel unter dem Wienerwald in Niederösterreich.
Der Amtsbezirk war der Kreisbehörde in Wiener Neustadt unterstellt und besorgte deren Amtsgeschäfte vor Ort. Die Zuständigkeit erstreckte sich neben Gutenstein auf die damaligen Gemeinden Dürnbach, Miesenbach, Muggendorf, Peisching, Pernitz, Rohr, Schwarzau, Waidmannsfeld und Wopfing.
Der Amtsbezirk umfasste dabei 10 Gemeinden mit 8.169 Einwohnern (lt. Zählung von 1851).